# Sputnik 19
Sputnik 19 var det tredje uppdraget i det sovjetiska Veneraprogrammet och den var avsedd att landa på Venus. Sputnik 19 sköts upp den 25 augusti 1962 av en Molnijaraket. Rymdsonden lade sig i en bana runt jorden, men flyktsteget fungerade inte och sonden blev kvar i en geocentrisk bana i 3 dagar innan den trängde in i jordens atmosfär och förstördes.

### Fotnoter
1. ↑  ”NASA Space Science Data Coordinated Archive” (på engelska). NASA. https://nssdc.gsfc.nasa.gov/nmc/spacecraft/display.action?id=1962-040A. Läst 27 mars 2020.